# 陳永興
陳永興（1950年8月12日—），中華民國政治人物、醫師，高雄市人。第二十三屆醫療奉獻獎得主。台灣獨立倡議者， 民報創辦人、民報文化藝術基金會董事長。

## 生平
陳永興畢業於高雄醫學院。就讀高雄醫學院期間，陳永興曾經發動高醫的同學組成醫療服務隊，輪流前往高雄市浸信會育幼院進行義務工作。陳永興就讀高醫時不是阿米巴詩社社員，但他與阿米巴詩社的歷屆社長與社員很好，一直交往至今。也曾經為了籌辦《南杏雜誌》而典當機車。
1973年陳永興發起「百達山地服務團」，利用寒暑假深入南台灣的山地鄉包括霧台鄉、大武鄉等海拔一千公尺以上的山地部落，從事服務工作。陳永興畢業後任職台北市立療養院期間，調查全台精神病療養院，揭發國內精神醫療的重大缺失與不足，竭力推動精神衛生立法，爭取預算及精神病患的人權保障。而且陳永興也長期撰寫文章與支援黨外運動，並且支援台灣重要的文藝刊物《台灣文藝》，1984年獲得台美基金會頒發的「社會服務人才成就獎」。1985年陳永興前往美國加州柏克萊大學公共醫療衛生研究所就讀，1986年回國。
陳永興之後出任台灣人權促進會會長，1987年更與鄭南榕等人發起「二二八公義和平運動」挑戰國民政府歷史禁忌，二二八事件才終獲平反。1990年陳永興加入民主進步黨，1992年當選民進黨不分區國大代表；1993年陳永興獲得總統李登輝提名為第二屆監察委員，但未能當選；1993年陳永興代表民進黨參選花蓮縣縣長，以四萬五千票的高票敗北。1995年陳永興於花蓮縣當選第三屆立法委員。陳永興擔任立法委員期間，對台灣教育改革、教科書改革以及保存台灣文化、台灣影像都有重大貢獻。1998年陳永興退出民進黨，加入新國家連線並於花蓮縣競選連任，但是與民進黨提名的游盈隆一同落選。
之後陳永興在高雄市市長謝長廷邀請下出任高雄市政府衛生局局長，陳永興在局長任內曾經因為拒絕關說而被人毆打。1999年陳永興獲得賴和文教基金會頒發第八屆賴和獎醫療服務獎。2004年陳永興加入台灣團結聯盟，被列為該黨2004年立法委員選舉不分區立委名單第一名，但由於具有學生身份而被中央選舉委員會撤銷參選資格。2006年8月，陳永興卸任高雄市立聯合醫院院長。
2007年9月16日，台灣團結聯盟提名陳永興為2008年立法委員選舉不分區立委候選人，但未當選。2009年10月陳永興出任羅東聖母醫院院長，6年任內推動興建台灣第一座老人醫療大樓，募款達標即開記者會，請大眾將捐款轉給更需要的偏鄉醫院。2015年12月31日於聖母醫院退休，目前擔任花蓮門諾基金會董事長，每年募款照顧花東地區獨居老人，為偏鄉長照工作奉獻心力。
2013年10月23日	陳永興獲第23屆醫療奉獻獎-醫療奉獻的傳承。
2014年4月15日，《民報》創刊，陳永興擔任其發行商「民報文化事業股份有限公司」董事長。2016年7月8日，壹電視新聞台政論節目《正晶限時批》討論《私立學校法》，大部分來賓都認為民進黨主導的《私立學校法》修正草案令人失望，民進黨立委鍾佳濱無力辯駁；陳永興說，民進黨蔡英文政府一執政就開始喊轉型正義，如果連私立學校經營問題的轉型正義都沒辦法做好，民進黨就不用奢談追討國民黨黨產了。
2016年11月20日，《台灣蘋果日報》披露，陳永興與台灣國辦公室創辦人王獻極近期廣邀獨派與本土派人士籌備成立「獨派協議平台」，陳永興擔任召集人，預定本年12月10日國際人權日宣布推動「台灣獨立公投」。同月21日，民進黨立委葉宜津回應，台灣是否獨立不是台灣單方面可決定，希望獨派能一起努力、而不是只給民進黨壓力。同月21日，台灣獨立建國聯盟主席陳南天表示，本日《台北時報》報導稱台獨聯盟為獨派協議平台發起團體之一，此言並非事實，台獨聯盟「僅參與11月6日會前會，並未參與該平台創建」。
2016年12月10日，總統府公布第4屆總統府人權諮詢委員會委員名單，陳永興入列。
2017年9月23日，陳永興在魏廷朝回憶錄《賭鬼的後代：魏廷朝回憶錄》發表會說，魏廷朝「顛覆朝廷」的任務尚未結束，因為中華民國尚未被顛覆；如果民進黨不敢顛覆中華民國、反而繼續在中華民國底下維持現狀，獨派就要顛覆這個不長進的民進黨。
2018年，陳永興與張燦鍙、紀政......等人發起「東奧正名台灣」公投，在2018年11月24日九合一選舉中，獲得四百七十多萬贊成票，可惜未受民進黨及蔡英文總統支持，公投案未能通過。
2019年11月12日，時代力量公布2020年第10屆不分區立法委員提名名單，陳永興被排入不分區第8名；陳永興未前往中選會登記。
2020年8月11日出版70自傳《我的人生交響曲：陳永興七十自述》。，並且和洪博學《一個人的行腳》舉行共同新書發表會，於8月16日在高雄文學館舉辦。
2021年陳永興發表台灣醫學史新書《台灣醫界人物百人傳》。
陳永興家庭有一妻一女。

## 語錄
- 「醫院都要尋找最適合的規模，非一味求極大化」[20]
- 「今天不是說『民進黨執政，咱的夢就實現』，不是說『選一個台灣人做中華民國的總統，咱就建國了』。沒有！咱只不過是在維持蔣家那個政權而已。這對咱而言，並非咱所要追求，也非咱建立咱自己的國家。……將台灣命運交託給虛幻看不見的『中華民國』名稱上面，去維護一個外來統治者留下來的政權，這就是咱追求的目標嗎？我相信大部分台派朋友不能接受這樣的想法，至少我自己不能接受這樣的結論。」[21]
- 「阿扁畢竟是跟大家一起奮鬥、努力起來的，大家會覺得，這真的是自己人犯了錯，只是有沒有大到要這樣懲罰，可是小英，很多人不認為是自己人。在她進民進黨以前，根本跟獨派沒有淵源，也沒有相同想法，事實上也證明，她的想法跟我們有很大差距。」
- 柯文哲「每次被罵很慘就會來講一下，但他很多事沒有講，像還沒決定要不要選總統時，也有來找我，看起來是想選，我說那你要連署，要有後援會，我說『兩岸一家親』的論述，要modify到讓人可以接受。」[22]

## 外部連結
- 立法院